# Bort fra byen
Bort fra byen er en dokumentarfilm instrueret af Preben Frank efter manuskript af Palle Aastrup.

## Handling
Forårsskov, knopper, anemoner myldrer frem, Puk går rundt - sætter sig på en sten og en alf danser igennem og anemonerne blomstrer. Puk bliver glad og danser rundt og kæler de grønne bøgeblade, finder en cykelpumpe, klatrer op i et træ, Skilt: og Puk flyver til byen med sin tryllefløjte Billeder fra Rundetårn, hvor Puk kigger ned, Puk sniger sig ind og sprøjter med sin cykeltryllepumpe ønskedrømme ind i øjnene på folk (fire gode venner), der ser mærkelige syner - såsom et par vandresko, der selv begynder at vandre. Og så tager de alle sammen på weekend, af sted på cykler til Frilandsmuseet, hvor to unge piger og to unge mænd går tur sammen - munter sang om at tage ud i vang og vænge ligger under billeder af Frilandsmuseets bygninger, børn ser slange i sø på Frilandsmuseet. De to vennepar tager cyklerne igen og cykler af sted, hilser på hestevogn, gammelfar med cigar, de cykler videre ud i enge og skov ad hulvej, cyklen punkterer på markvej, de pumper cyklerne, så kommer der en bondemand med 3 køer, der viser vej, de cykler videre ind til en gård, hvor en bondemand malker ged med kæmpeyver, De ankommer til vandrehjem, reder senge, hygger sig om aftenen, sidder og synger, piger og drenge sammen, ild i pejsen samling omkring. Billede af vand og måneskin, alle står op, gør morgengymnastik, laver morgenmad, gør rent, spiser havregrød, piger i shorts!! Og så hejses Dannebrog og de unge mennesker, der synge kigger andægtigt op på flaget, der vajer. De fire unge mennesker i robåd, drengene ror og pigerne sidder agter, Mølleåen. Meget lang sejltur. Myggedans, kronhjorte, frokost i det grønne, håndmadder, glemmer at rydde op, Puk sparker dem bagi - og så går de tilbage og rydder op. Blomster og søbred, hvor de fire unge går tur og kigger ud over søen Gurre-borg sange om Tovelil - sang om to fugle, der mødes og konkluderer: Jeg tror, der er skønnest i Danmark. Unge mennesker sætter tasker på bagagebærerne, pumper cyklerne og bevæger sig af sted fra vandrehjemmet igen. Herfra klip fra forskellige steder i Danmark Skilt: De fire venner fra byen møder landboen og så sidder de sammen med ham og taler - han peger ud over mark med køer, der vises mælkeflasker og Lurmærket smør, en kornmark, grise ved trug, skilt med: Flæsk udsolgt (bondemanden er helten) Vinterbilleder - og så forfra med forårsbilleder og Puk.